# Xolmis velatus
Xolmis velatus е вид птица от семейство Tyrannidae.

## Разпространение
Видът е разпространен в Боливия, Бразилия и Парагвай.